# 1955 a vasúti közlekedésben
Ez a szócikk a 1955-ben történt vasúti eseményeket mutatja be.

## Események Magyarországon
- Május 21. - Megindul a forgalom az újjáépített Újpesti vasúti Duna-hídon.[1]